# سینا کمال‌خانی
سینا کمالخانی سیاستمدار ایرانی است. او نامزد نمایندگی مجلس شورای اسلامی در حوزه انتخابیه تفرش، فراهان و آشتیان از استان مرکزی در مجلس یازدهم بود و موفق شد در انتخابات یازدهمین دوره مجلس شورای اسلامی که در تاریخ ۲ اسفند ۱۳۹۸ برگزار شد، ۱۳،۷۵۲ رای را از مجموع ۳۶،۶۰۲ رای (معادل ۳۷/۵۷ درصد آرا) به دست آورد. اما در ۱۰ اردیبهشت ۱۳۹۹ انتخاب او به عنوان نماینده مجلس به دلیل عدم اعتبار مدرک تحصیلی توسط شورای نگهبان باطل شد.

## ماجرای مدرک تحصیلی
مصطفی فقیهی اسنادی را در ۷ اردیبهشت ۱۳۹۹ در کانال تلگرامی خود مبنی بر عدم اعتبار مدرک سینا کمال‌خانی منتشر کرد. وی معتقد است کمال‌خانی مدرک کارشناسی ارشد جامعه‌شناسی خود را از مؤسسه آموزش عالی تفتان نگرفته‌است چراکه دانشگاه مذکور، فاقد رشته مذکور و مقطع کارشناسی ارشد است. عباسعلی کدخدایی روز بعد با بیان این مطلب که دانشگاه محل تحصیل این شخص مجوزهای لازم از وزارت علوم نداشته، عنوان کرد مدرک تحصیلی سینا کمالخانی نیز فاقد اعتبار است و در نتیجه این شخص امکان ورود به مجلس را ندارد. سرانجام در ۱۰ اردیبهشت آراء انتخاباتی حوزه تفرش باطل شد. طبق گزارش منتشر شده در پایگاه اطلاع‌رسانی شورای نگهبان، نتیجه نهایی بررسی مدرک تحصیلی سینا کمال خانی این‌طور بیان شده‌است که موسسه‌ای که گواهی تحصیلی را صادر کرده‌است دارای مجوز رسمی نیست و بنابراین مدرک صادر شده از سوی آن مؤسسه هم فاقد اعتبار است و در نتیجه این شخص امکان ورود به مجلس را ندارد.

## ماجرای شورای نگهبان
محمود صادقی در گفتگو با سایت فراز گفت سینا کمال‌خانی با «واسطه‌ای در دانشکده حقوق دانشگاه تهران» توانست با برخی افراد در شورای نگهبان ارتباط بگیرد و «در نهایت با ۵۰۰ میلیون سینا کمال‌خانی تأیید صلاحیت شد» و حتی چند میلیارد پیشنهاد شده بود. به گفته صادقی، در پرونده مرتبط با تأیید صلاحیت سینا کمال‌خانی، چند نفر بازداشت شده‌اند ولی از سرنوشت این پرونده نیز خبری در دست نیست. در واکنش به صحبت‌های صادقی، سخنگوی شورای نگهبان در مصاحبه با رسانه‌ها، اظهارات وی را تکذیب کرد و گفت: «ادعای موهومی که ایشان یا برخی افراد داشتند امر جدیدی نسبت به نهادها یا سازمان‌های مختلف نیست. بارها هم با ایشان صحبت کردیم اما ایشان اصرار دارند که یک فرافکنی انجام بدهند.»